# Tobias von der Heide

Tobias von der Heide (2017)

Tobias von der Heide geb. Loose (* 18. August 1984 in Neustadt in Holstein) ist ein deutscher Politiker (CDU). Er ist 2025 Staatssekretär im Ministerium für Allgemeine und Berufliche Bildung, Wissenschaft, Forschung und Kultur des Landes Schleswig-Holstein. Zuvor war er von 2017 bis 2022 schleswig-holsteinischer Landtagsabgeordneter und von 2022 bis 2025 Staatssekretär im Ministerium für Wirtschaft, Verkehr, Arbeit, Technologie und Tourismus des Landes Schleswig-Holstein. Zudem ist er Kreisvorsitzender der CDU Kiel und stellvertretender Landesvorsitzender der CDU Schleswig-Holstein.

## Leben
Er wuchs in der Brunswik und später in Kiel-Mettenhof auf. Dort machte er sein Abitur im Bildungszentrum Mettenhof und leistete seinen Wehrdienst im Kieler Marinestützpunkt ab. Danach schloss er ein Studium der Betriebswirtschaftslehre ab, bei dem er an der Christian-Albrechts-Universität zu Kiel und der Katholischen Universität Eichstätt-Ingolstadt in Ingolstadt studierte sowie Auslandssemester in Finnland und Südafrika verbrachte.
Von der Heide trat 2009 als Diplom-Kaufmann bei der Lufthansa Technik AG in Hamburg ein und wurde später Einkaufsleiter für die Triebwerkssparte. 2017 wurde er bei der Lufthansa Technik AG für seine Tätigkeit als Landtagsabgeordneter beurlaubt.
Er heiratete am 6. Juni 2019 und nahm den Namen von der Heide an. Er ist Vater einer Tochter.

## Politik
Im Jahre 1998 trat er in die Junge Union und 2000 in die Kieler CDU ein. Er war von 2014 bis 2018 Landesvorsitzender der Jungen Union Schleswig-Holstein. Von 2012 bis 2014 war er Beisitzer im Landesvorstand der CDU Schleswig-Holstein. Seit 2014 ist er Stellvertretender Landesvorsitzender der CDU Schleswig-Holstein. Am 26. Januar 2019 setzte er sich bei der Wahl um den Kreisvorsitz der CDU Kiel gegen den Amtsinhaber und ehemaligen Bundestagsabgeordneten Thomas Stritzl durch.
Bei der Landtagswahl in Schleswig-Holstein 2017 kandidierte von der Heide im Landtagswahlkreis Kiel-West und unterlag mit 27,7 % der abgegebenen Stimmen als Direktkandidat der SPD-Kandidatin Özlem Ünsal (36,6 %). Er rückte kurz nach der Wahl über die Landesliste für den Sylter Abgeordneten Ingbert Liebing nach, der sein Mandat aufgab. Im Landtag war er Mitglied des Bildungsausschusses und des Europaausschusses. Darüber hinaus war er Bildungs-, Kirchen- und Jugendpolitischer Sprecher der CDU-Landtagsfraktion. Seit Mai 2020 ist er außerdem Sprecher der CDU-Landtagsfraktion für die Bundeswehr.
Zur Landtagswahl in Schleswig-Holstein 2022 trat von der Heide auf Platz 5 der Landesliste und als Direktkandidat im Landtagswahlkreis Kiel-Nord an. Dort erzielte er mit 28,6 % der Erststimmen den zweiten Platz nach Lasse Petersdotter, der 32,4 % errang, zog aber über die Landesliste erneut in den Landtag ein.
Im Zuge der Bildung des Kabinetts Günther II wurde er am 29. Juni 2022 zum Staatssekretär im Ministerium für Wirtschaft, Verkehr, Arbeit, Technologie und Tourismus des Landes Schleswig-Holstein unter Minister Claus Ruhe Madsen ernannt. Im Zuge dessen legte er sein Landtagsmandat nieder. Im Mai 2025 wechselte er als Staatssekretär ins Ministerium für Allgemeine und Berufliche Bildung, Wissenschaft, Forschung und Kultur des Landes Schleswig-Holstein unter Ministerin Dorit Stenke.

## Politische Positionen
Tobias von der Heide erregte Aufsehen, weil er sich seit 2012 als einer der ersten Unionspolitiker für die Gleichstellung der eingetragenen Lebenspartnerschaft mit der Ehe und seit 2016 für ein Adoptionsrecht für homosexuelle Paare einsetzte. Auf Antrag der Jungen Union übernahm die CDU Schleswig-Holstein 2015 die Forderung nach der Gleichstellung der eingetragenen Lebenspartnerschaft mit der Zivilehe.
2015 widersprach er Bundeskanzlerin Angela Merkel, indem er sagte: „Der Islam gehört nicht zu Deutschland! Unser Land fußt auf einer christlich-jüdischen Geschichte und dies sollten wir auch nicht verklären. Eindeutig gilt aber auch, dass Menschen islamischen Glaubens zu Deutschland gehören, Teil unserer Gesellschaft sind und als Mitbürger willkommen sind.“ An den ersten beiden Sätzen dieser Äußerungen wurde von Jusos und Grüner Jugend in Schleswig-Holstein Kritik geübt.
Im Bereich der Bildung befürwortete von der Heide eine Abkehr vom „Turbo-Abitur“. Er machte sich bereits als JU-Landesvorsitzender für die Rückkehr zu G9 also zum Abitur nach neun Jahren in Schleswig-Holstein stark. Nach dem Regierungswechsel 2017 in Schleswig-Holstein sagte er: „Unser Bildungspaket stärkt die Einführung von G9 von Anfang an“. Ihm widersprach der SPD-Bildungspolitiker Kai Vogel: „Die Umstellung auf G9 läuft Gefahr für die Gymnasien zu einem Desaster zu werden.“
Im Bereich der Gesellschafts- und Verteidigungspolitik setzt sich von der Heide für die Einführung eines allgemeinen Pflichtdienstes für alle jungen Menschen in Deutschland ein.